# François Jouffroy
François Jouffroy (Digione, 1º febbraio 1806 – Laval, 25 giugno 1882) è stato uno scultore francese.
Scolaro classico, dal 1863 insegnò all'École des Beaux-Arts di Parigi. Fu autore di decorazioni per l'Opéra e per la Gare du Nord.
Fra i suoi allievi ci fu Adrien Étienne Gaudez che in seguito si distinse come apprezzabile scultore con svariate opere per la città di Parigi. 

## Alcune opere conservate in collezioni pubbliche
- Canapée foudroyé sous les murs de Thèbes, 1832, gesso, collezioni dell'École des beaux-arts de Paris[1]
- Premier secret confié à Vénus, 1839, marmo, Parigi, Museo del Louvre
- Monument à saint Bernard, 1847, bronzo, Digione[2]
- Monument à Napoléon Ier, 1856, bronzo, Auxonne[3]
- Varsovie et Bruxelles, 1863, statue, Parigi, facciata della stazione ferroviaria di Parigi-Nord
- La Seine, 1866, statua, Saint-Germain-Source-Seine, luogo delle sorgenti della Senna
- La Marine de Commerce e La Marine de Guerre, 1867-1868, altorilievo, Parigi, passaggi del Palazzo del Louvre
- L'Aurore, 1867, gruppo in marmo, Parigi, Giardino dei grandi esploratori: Marco Polo e il Cavaliere-de-la-Salle
- La Poésie, o L'Harmonie, 1875, altorilievo, Pargis, facciata dell'Opéra Garnier